# Rally de Polonia de 2024
El Rally de Polonia de 2024, oficialmente 80th ORLEN Rally Poland, fue la octogésima edición y la séptima ronda de la temporada 2024 del Campeonato Mundial de Rally. Se celebró del 27 al 30 de junio y contó con un itinerario de diecinueva tramos sobre tierra que sumaban un total de 304,10 km cronometrados. Fue también la séptima ronda de los campeonatos WRC-2 y WRC-3.
Tras siete años de espera el Rally de Polonia regresa al calendario del Campeonato Mundial de Rally ocupando la plaza que era del Rally México. Desde su salida del WRC, la prueba fue parte del Campeonato de Europa de Rally.
Sébastien Ogier iba a disputar el rally pero debido a un accidente que sufrió en los reconocimientos previos al rally, se vio obligado a retirarse de la prueba. Ogier, junto a su copiloto, Vincent Landais, se encontraban realizando los reconocimientos del tramo de Gołdap cuando ha sufrido un accidente de tráfico contra un vehículo civil. El piloto francés, que pilotaba en esos momentos un Toyota GR Yaris, chocaba frontalmente contra el otro automóvil, resultando especialmente dañada la parte delantera derecha de ambos vehículos. Ogier y Landais fueron trasladados al hospital para someterse a controles médicos, Landais fue dado de alta mientras que Ogier tuvo que permanecer bajo observación médica durante la noche y no pudo participar en la prueba.
El ganador de la prueba fue el finés Kalle Rovanperä quien convocado de urgencia para reemplazar a Sébastien Ogier, que se accidentó mientras estaba reconociendo la ruta. El finlandés se dirigió a Polonia sin haber completado ninguna preparación para el rally y se le concedió un permiso especial para someterse a un reconocimiento apresurado de las etapas que completó horas antes del inicio de la competencia. Rovanperä estaba en cuarto lugar en general después de una retadora primera pasada por la mañana, pero pronto comenzó a desmentir su falta de preparación y a mostrar la velocidad por la que es famoso en caminos de grava a toda velocidad. Estaba a solo 1.8 segundos del liderato al final del viernes, luego ganó las dos primeras pruebas del sábado para colocarse en la cima de la clasificación. Rovanperä fue el más rápido en seis de las siete etapas del día más largo del rally y llevó una ventaja de 9.4s el domingo sobre Andreas Mikkelsen, quien se retrasó después de sufrir daños producto de la delaminación de un neumático. Evans también estuvo firme en la lucha por la victoria el fin de semana con una actuación sólida. Estaba a solo 0.4 segundos de su compañero de equipo el sábado al mediodía, antes de sufrir un problema con los neumáticos en la primera etapa de la vuelta de la tarde que les costó varios segundos y lo bajó al tercer lugar, con el problema de Mikkelsen subió al segundo lugar asegurando el 1-2 del Toyota Gazoo Racing WRT. El tercer puesto fue para el francés Adrien Fourmaux quien tuvo un rally sólido, se coloco cuarto el viernes por la tarde y no abandono la posición lo que le permitió beneficiarse de los problemas de Mikkelsen para subir a la tercera posición.
En el WRC-2, el ganador de la prueba fue el finés Sami Pajari. Pajari se colocó en cabeza de la categoría el viernes por la mañana y mantuvo un ritmo rápido y limpio en las rápidas pistas de tierra de Polonia para asegurarse de que su posición en cabeza nunca se viera amenazada. Pajari luchó con el héroe local Kajetan Kajetanowicz en los primeros tramos, pero se quedó con una cómoda ventaja cuando el polaco retiró su Škoda Fabia RS Rally2 con daños en la suspensión el sábado. Oliver Solberg se había resignado a terminar tercero por detrás de Robert Virves, pero un pinchazo del estonio en el penúltimo tramo abrió la puerta al sueco para hacerse con el segundo puesto. Sin embargo, no todo estaba perdido para Virves. Tras bajar a la quinta posición a falta de un tramo, se aupó a la tercera plaza gracias a un gran ritmo en el power stage, donde adelantó a Georg Linnamäe y Pierre-Louis Loubet.
En el WRC-3, el ganador de la prueba fue el paraguayo Diego Dominguez Jr quien se impuso por solo 2.8 segundo al local 
Jakub Matulka. Dominguez Jr llegó al domingo a solo 5.5 segundos de Matulka y en los dos primeros tramos llevó esa diferencia a 1.6 segundos a falta de dos tramos. Al ganar la penúltima especial se puso líder por solo tres milésimas, ampliando esa diferencia hasta los 2.8 segundos finales. El último escalón del podio fue para otro sudamericano, el boliviano Nataniel Bruun consiguió su primer podio de la categoría con este tercer puesto.

## Lista de inscritos
| Num.                       | Piloto                   | Copiloto                 | Equipo                   | Automóvil                | Neu.                     |
| World Rally Championship   | World Rally Championship | World Rally Championship | World Rally Championship | World Rally Championship | World Rally Championship |
| -------------------------- | ------------------------ | ------------------------ | ------------------------ | ------------------------ | ------------------------ |
| 8                          | Ott Tänak                | Martin Järveoja          | Hyundai Shell Mobis WRT  | Hyundai i20 N Rally1     | P                        |
| 9                          | Andreas Mikkelsen        | Torstein Eriksen         | Hyundai Shell Mobis WRT  | Hyundai i20 N Rally1     | P                        |
| 11                         | Thierry Neuville         | Martijn Wydaeghe         | Hyundai Shell Mobis WRT  | Hyundai i20 N Rally1     | P                        |
| 13                         | Grégoire Munster         | Louis Louka              | M-Sport Ford WRT         | Ford Puma Rally1         | P                        |
| 16                         | Adrien Fourmaux          | Alexandre Coria          | M-Sport Ford WRT         | Ford Puma Rally1         | P                        |
| 18                         | Takamoto Katsuta         | Aaron Johnston           | Toyota Gazoo Racing WRT  | Toyota GR Yaris Rally1   | P                        |
| 22                         | Mārtiņš Sesks            | Renārs Francis           | M-Sport Ford WRT         | Ford Puma Rally1         | P                        |
| 33                         | Elfyn Evans              | Scott Martin             | Toyota Gazoo Racing WRT  | Toyota GR Yaris Rally1   | P                        |
| 69                         | Kalle Rovanperä          | Jonne Halttunen          | Toyota Gazoo Racing WRT  | Toyota GR Yaris Rally1   | P                        |
| World Rally Championship 2 |                          |                          |                          |                          |                          |
| 20                         | Oliver Solberg           | Elliott Edmondson        | Toksport WRT             | Škoda Fabia RS Rally2    | P                        |
| 21                         | Sami Pajari              | Enni Mälkönen            | Printsport               | Toyota GR Yaris Rally2   | P                        |
| 23                         | Nikolay Gryazin          | Konstantin Aleksandrov   | DG Sport Compétition     | Citroën C3 Rally2        | P                        |
| 24                         | Lauri Joona              | Janni Hussi              | Lauri Joona              | Škoda Fabia RS Rally2    | P                        |
| 25                         | Gus Greensmith           | Jonas Andersson          | Toksport WRT             | Škoda Fabia RS Rally2    | P                        |
| 26                         | Kajetan Kajetanowicz     | Maciej Szczepaniak       | Kajetan Kajetanowicz     | Škoda Fabia RS Rally2    | P                        |
| 27                         | Josh McErlean            | James Fulton             | Toksport WRT 2           | Škoda Fabia RS Rally2    | P                        |
| 28                         | Roope Korhonen           | Anssi Viinikka           | Roope Korhonen           | Toyota GR Yaris Rally2   | P                        |
| 29                         | Georg Linnamäe           | James Morgan             | Georg Linnamäe           | Toyota GR Yaris Rally2   | P                        |
| 30                         | Martin Prokop            | Michal Ernst             | Martin Prokop            | Škoda Fabia RS Rally2    | P                        |
| 31                         | Roberto Daprà            | Luca Guglielmetti        | Roberto Daprà            | Škoda Fabia Rally2 evo   | P                        |
| 32                         | Robert Virves            | Aleks Lesk               | Robert Virves            | Škoda Fabia RS Rally2    | P                        |
| 34                         | Armin Kremer             | Ella Kremer              | Armin Kremer             | Škoda Fabia RS Rally2    | P                        |
| 35                         | Michał Sołowow           | Maciej Baran             | Printsport               | Škoda Fabia RS Rally2    | P                        |
| 36                         | Pierre-Louis Loubet      | Loris Pascaud            | Toksport WRT 2           | Škoda Fabia RS Rally2    | P                        |
| 37                         | Teemu Suninen            | Mikko Markkula           | Teemu Suninen            | Hyundai i20 N Rally2     | P                        |
| 38                         | Mikołaj Marczyk          | Szymon Gospodarczyk      | Mikołaj Marczyk          | Škoda Fabia RS Rally2    | P                        |
| 39                         | Adrian Chwietczuk        | Damian Syty              | Adrian Chwietczuk        | Škoda Fabia RS Rally2    | P                        |
| 40                         | Gregor Jeets             | Timo Taniel              | Gregor Jeets             | Toyota GR Yaris Rally2   | P                        |
| 41                         | Jarosław Kołtun          | Ireneusz Pleskot         | Jarosław Kołtun          | Škoda Fabia RS Rally2    | P                        |
| 43                         | Ricardo Triviño          | Diego Fuentes Vega       | Ricardo Triviño          | Škoda Fabia RS Rally2    | P                        |
| 44                         | Uğur Soylu               | Sener Guray              | Uğur Soylu               | Škoda Fabia RS Rally2    | P                        |
| 45                         | Wojciech Musiał          | Konrad Dudziński         | Wojciech Musiał          | Škoda Fabia Rally2 evo   | P                        |
| World Rally Championship 3 |                          |                          |                          |                          |                          |
| 46                         | Diego Dominguez Jr       | Rogelio Peñate           | Diego Dominguez Jr       | Ford Fiesta Rally3       | P                        |
| 47                         | Jan Černý                | Ondřej Krajča            | Jan Černý                | Ford Fiesta Rally3       | P                        |
| 48                         | Mattéo Chatillon         | Maxence Cornuau          | Mattéo Chatillon         | Renault Clio Rally3      | P                        |
| 49                         | Bruno Bulacia            | Gabriel Morales          | Bruno Bulacia            | Ford Fiesta Rally3       | P                        |
| 50                         | Nataniel Bruun           | Pablo Olmos              | Nataniel Bruun           | Ford Fiesta Rally3       | P                        |
| 51                         | Jakub Matulka            | Daniel Dymurski          | Jakub Matulka            | Ford Fiesta Rally3       | P                        |
| 52                         | Gracjan Predko           | Michał Jurgała           | Gracjan Predko           | Renault Clio Rally3      | P                        |
| 53                         | Grzegorz Bonder          | Paweł Pochroń            | Grzegorz Bonder          | Ford Fiesta Rally3       | P                        |
| 54                         | Marek Roefler            | Marek Bała               | Dantex Rally Team        | Ford Fiesta Rally3       | P                        |
| 55                         | Paweł Ważny              | Bartosz Dzienis          | Paweł Ważny              | Ford Fiesta Rally3       | P                        |
| Fuente: ewrc-results.com   |                          |                          |                          |                          |                          |

## Itinerario
| Día                      | Tramo | Nombre                    | Distancia | Ganador de la etapa              | Automóvil              | Tiempo  | Líder de la general |
| ------------------------ | ----- | ------------------------- | --------- | -------------------------------- | ---------------------- | ------- | ------------------- |
| Día 1 (27 de junio)      | -     | Lubiewo (Shakedown)       | 5.10 km   | Ott Tänak                        | Hyundai i20 N Rally1   | 2:12.5  | -                   |
| Día 1 (27 de junio)      | SS1   | Mikołajki Arena 1         | 2.50 km   | Ott Tänak                        | Hyundai i20 N Rally1   | 1:42.5  | Ott Tänak           |
| Día 2 (28 de junio)      | SS2   | Stańczyki 1               | 29.40 km  | Andreas Mikkelsen                | Hyundai i20 N Rally1   | 14:54.7 | Andreas Mikkelsen   |
| Día 2 (28 de junio)      | SS3   | Wieliczki 1               | 12.90 km  | Thierry Neuville                 | Hyundai i20 N Rally1   | 5:56.0  | Andreas Mikkelsen   |
| Día 2 (28 de junio)      | SS4   | Olecko 1                  | 13.20 km  | Andreas Mikkelsen                | Hyundai i20 N Rally1   | 7:27.5  | Andreas Mikkelsen   |
| Día 2 (28 de junio)      | SS5   | Stańczyki 2               | 29.40 km  | Kalle Rovanperä                  | Toyota GR Yaris Rally1 | 14:32.5 | Kalle Rovanperä     |
| Día 2 (28 de junio)      | SS6   | Wieliczki 2               | 12.90 km  | Thierry Neuville                 | Hyundai i20 N Rally1   | 5:49.3  | Andreas Mikkelsen   |
| Día 2 (28 de junio)      | SS7   | Olecko 2                  | 13.20 km  | Adrien Fourmaux                  | Ford Puma Rally1       | 7:16.7  | Andreas Mikkelsen   |
| Día 2 (28 de junio)      | SS8   | Mikołajki Arena 2         | 2.50 km   | Kalle Rovanperä Takamoto Katsuta | Toyota GR Yaris Rally1 | 1:43.4  | Andreas Mikkelsen   |
| Día 3 (29 de junio)      | SS9   | Świętajno 1               | 18.50 km  | Kalle Rovanperä                  | Toyota GR Yaris Rally1 | 9:21.9  | Andreas Mikkelsen   |
| Día 3 (29 de junio)      | SS10  | Gołdap 1                  | 19.90 km  | Kalle Rovanperä                  | Toyota GR Yaris Rally1 | 9:33.9  | Kalle Rovanperä     |
| Día 3 (29 de junio)      | SS11  | Czarne 1                  | 22.40 km  | Andreas Mikkelsen                | Hyundai i20 N Rally1   | 10:53.8 | Kalle Rovanperä     |
| Día 3 (29 de junio)      | SS12  | Mikołajki Arena 3         | 2.50 km   | Kalle Rovanperä                  | Toyota GR Yaris Rally1 | 1:40.8  | Kalle Rovanperä     |
| Día 3 (29 de junio)      | SS13  | Świętajno 2               | 18.50 km  | Kalle Rovanperä                  | Toyota GR Yaris Rally1 | 9:17.5  | Kalle Rovanperä     |
| Día 3 (29 de junio)      | SS14  | Gołdap 2                  | 19.90 km  | Kalle Rovanperä                  | Toyota GR Yaris Rally1 | 9:25.2  | Kalle Rovanperä     |
| Día 3 (29 de junio)      | SS15  | Czarne 2                  | 22.40 km  | Kalle Rovanperä                  | Toyota GR Yaris Rally1 | 10:43.0 | Kalle Rovanperä     |
| Día 4 (30 de junio)      | SS16  | Gmina Mrągowo 1           | 20.80 km  | Ott Tänak                        | Hyundai i20 N Rally1   | 10:43.5 | Kalle Rovanperä     |
| Día 4 (30 de junio)      | SS17  | Mikołajki 1               | 10.73 km  | Ott Tänak                        | Hyundai i20 N Rally1   | 5:37.0  | Kalle Rovanperä     |
| Día 4 (30 de junio)      | SS18  | Gmina Mrągowo 2           | 20.80 km  | Kalle Rovanperä                  | Toyota GR Yaris Rally1 | 10:28.8 | Kalle Rovanperä     |
| Día 4 (30 de junio)      | SS19  | Mikołajki 2 (Power Stage) | 10.73 km  | Thierry Neuville                 | Hyundai i20 N Rally1   | 5:27.6  | Kalle Rovanperä     |
| Fuente: ewrc-results.com |       |                           |           |                                  |                        |         |                     |

### Power stage
El power stage fue una etapa de 10.73 km al final del rally. Se otorgaron puntos adicionales del Campeonato Mundial a los cinco más rápidos.
| Pos. | Piloto           | Copiloto         | Coche                  | Equipo                  | Tiempo | Puntos |
| ---- | ---------------- | ---------------- | ---------------------- | ----------------------- | ------ | ------ |
| 1    | Thierry Neuville | Martijn Wydaeghe | Hyundai i20 N Rally1   | Hyundai Shell Mobis WRT | 5:27.6 | 5      |
| 2    | Ott Tänak        | Martin Järveoja  | Hyundai i20 N Rally1   | Hyundai Shell Mobis WRT | +1.6   | 4      |
| 3    | Kalle Rovanperä  | Jonne Halttunen  | Toyota GR Yaris Rally1 | Toyota Gazoo Racing WRT | +3.4   | 3      |
| 4    | Adrien Fourmaux  | Alexandre Coria  | Ford Puma Rally1       | M-Sport Ford WRT        | +5.5   | 2      |
| 5    | Takamoto Katsuta | Aaron Johnston   | Toyota GR Yaris Rally1 | Toyota Gazoo Racing WRT | +6.4   | 1      |

## Clasificación final
| World Rally Championship   | World Rally Championship | World Rally Championship | World Rally Championship | World Rally Championship | World Rally Championship | World Rally Championship | World Rally Championship |
| Pos.                       | Piloto                   | Copiloto                 | Automóvil                | Equipo                   | Neumático                | Tiempo                   | Puntos                   |
| -------------------------- | ------------------------ | ------------------------ | ------------------------ | ------------------------ | ------------------------ | ------------------------ | ------------------------ |
| 1                          | Kalle Rovanperä          | Jonne Halttunen          | Toyota GR Yaris Rally1   | Toyota Gazoo Racing WRT  | P                        | 2:33:07.6                | 23                       |
| 2                          | Elfyn Evans              | Scott Martin             | Toyota GR Yaris Rally1   | Toyota Gazoo Racing WRT  | P                        | +28.3                    | 17                       |
| 3                          | Adrien Fourmaux          | Alexandre Coria          | Ford Puma Rally1         | M-Sport Ford WRT         | P                        | +42.7                    | 15                       |
| 4                          | Thierry Neuville         | Martijn Wydaeghe         | Hyundai i20 N Rally1     | Hyundai Shell Mobis WRT  | P                        | +1:10.8                  | 9                        |
| 5                          | Mārtiņš Sesks            | Renārs Francis           | Ford Puma Rally1         | M-Sport Ford WRT         | P                        | +1:47.0                  | 9                        |
| 6                          | Andreas Mikkelsen        | Torstein Eriksen         | Hyundai i20 N Rally1     | Hyundai Shell Mobis WRT  | P                        | +2:16.6                  | 15                       |
| 7                          | Grégoire Munster         | Louis Louka              | Ford Puma Rally1         | M-Sport Ford WRT         | P                        | +2:18.0                  | 4                        |
| 8                          | Takamoto Katsuta         | Aaron Johnston           | Toyota GR Yaris Rally1   | Toyota Gazoo Racing WRT  | P                        | +2:26.7                  | 5                        |
| 9                          | Sami Pajari              | Enni Mälkönen            | Toyota GR Yaris Rally2   | Printsport               | P                        | +7:50.7                  | 2                        |
| 10                         | Oliver Solberg           | Elliott Edmondson        | Škoda Fabia RS Rally2    | Toksport WRT             | P                        | +8:12.7                  | 1                        |
| World Rally Championship 2 |                          |                          |                          |                          |                          |                          |                          |
| 1 (9.)                     | Sami Pajari              | Enni Mälkönen            | Toyota GR Yaris Rally2   | Printsport               | P                        | 2:40:58.3                | 25                       |
| 2 (10.)                    | Oliver Solberg           | Elliott Edmondson        | Škoda Fabia RS Rally2    | Toksport WRT             | P                        | +22.0                    | 18                       |
| 3 (11.)                    | Robert Virves            | Aleks Lesk               | Škoda Fabia RS Rally2    | Robert Virves            | P                        | +1:23.3                  | 15                       |
| 4 (12.)                    | Georg Linnamäe           | James Morgan             | Toyota GR Yaris Rally2   | Georg Linnamäe           | P                        | +1:23.9                  | 12                       |
| 5 (13.)                    | Pierre-Louis Loubet      | Loris Pascaud            | Škoda Fabia RS Rally2    | Toksport WRT 2           | P                        | +1:26.9                  | 10                       |
| 6 (14.)                    | Nikolay Gryazin          | Konstantin Aleksandrov   | Citroën C3 Rally2        | DG Sport Compétition     | P                        | +1:32.1                  | 8                        |
| 7 (15.)                    | Lauri Joona              | Janni Hussi              | Škoda Fabia RS Rally2    | Lauri Joona              | P                        | +1:36.0                  | 6                        |
| 8 (16.)                    | Roope Korhonen           | Anssi Viinikka           | Toyota GR Yaris Rally2   | Roope Korhonen           | P                        | +1:36.7                  | 4                        |
| 9 (17.)                    | Gus Greensmith           | Jonas Andersson          | Škoda Fabia RS Rally2    | Toksport WRT             | P                        | +2:14.8                  | 2                        |
| 10 (18.)                   | Mikołaj Marczyk          | Szymon Gospodarczyk      | Škoda Fabia RS Rally2    | Mikołaj Marczyk          | P                        | +2:25.9                  | 1                        |
| World Rally Championship 3 |                          |                          |                          |                          |                          |                          |                          |
| 1 (23.)                    | Diego Dominguez Jr       | Rogelio Peñate           | Ford Fiesta Rally3       | Diego Dominguez Jr       | P                        | 2:53:28.9                | 25                       |
| 2 (24.)                    | Jakub Matulka            | Daniel Dymurski          | Ford Fiesta Rally3       | Jakub Matulka            | P                        | +2.8                     | 18                       |
| 3 (25.)                    | Nataniel Bruun           | Pablo Olmos              | Ford Fiesta Rally3       | Nataniel Bruun           | P                        | +50.0                    | 15                       |
| 4 (26.)                    | Mattéo Chatillon         | Maxence Cornuau          | Renault Clio Rally3      | Mattéo Chatillon         | P                        | +1:12.8                  | 12                       |
| 5 (31.)                    | Jan Černý                | Ondřej Krajča            | Ford Fiesta Rally3       | Jan Černý                | P                        | +7:16.3                  | 10                       |
| 6 (33.)                    | Marek Roefler            | Marek Bała               | Ford Fiesta Rally3       | Dantex Rally Team        | P                        | +14:03.0                 | 8                        |
| 7 (34.)                    | Paweł Ważny              | Bartosz Dzienis          | Ford Fiesta Rally3       | Paweł Ważny              | P                        | +16:41.9                 | 6                        |
| 8 (39.)                    | Grzegorz Bonder          | Paweł Pochroń            | Ford Fiesta Rally3       | Grzegorz Bonder          | P                        | +1:18:11.9               | 4                        |
| Fuente: ewrc-results.com   |                          |                          |                          |                          |                          |                          |                          |